# Grignon (Saboya)
Grignon es una comuna francesa situada en el departamento de Saboya, en la región Auvernia-Ródano-Alpes.

## Demografía
| 779 | 904 | 1 113 | 1 373 | 1 610 | 1 688 | 1 908 | 1 928 | 2 066 |
| Para los censos de 1962 a 1999 la población legal corresponde a la población sin duplicidades (Fuente: INSEE [Consultar]) |     |       |       |       |       |       |       |       |